# Jim Nicholson (Irlande du Nord)
Pour les articles homonymes, voir Jim Nicholson et Nicholson.
James « Jim » Frederick Nicholson, né le 29 janvier 1945 à Armagh, est un homme politique nord-irlandais, membre du Parti unioniste d'Ulster. Il est député européen, pour la circonscription d'Irlande du Nord, de 1989 à 2019.